# Несамовитий (фільм)
«Несамовитий» (англ. Outrageous!) — канадська комедія.

## Сюжет
Робін Тернер є геєм-перукарем, який ненавидить свою роботу. Він любить старі фільми й робить зачіски клієнтів у стилі знакових кінозірок, якщо вони дозволять йому — і навіть якщо не дозволять. У його квартирі живе шкільна подруга Ліза Коннорс, яку нещодавно випустили з психіатричної лікарні, де вона лікувалася від шизофренії. Робін кидає свою роботу і приймає пропозицію місцевого клубу, щоб працювати як травесті, він співає своїм голосом на відміну від більшості трансвеститів.

## У ролях
- Крейг Расселл — Робін Тернер
- Голліс МакЛарен — Ліза Коннорс
- Рішар Іслі — Перрі
- Аллан Мойле — Мартін
- Девід Макілрайт — Боб
- Джеррі Сальзберг — Джейсон
- Андре Пеллетьє — Енні
- Гелен Шейвер — Джо
- Марта Ґібсон — медсестра Карр
- Гелен Г'юз — місіс Коннорс
- Джона Ройстон — доктор Беддос
- Річард Моффатт — Стюарт
- Девід Войто — хастлер
- Расті Раян — Джиммі
- Тревор Браян — міс Монтего Бей
- Джекі Лорен — Джекі Лорен
- Майкл Деніелс — Виконавець в золоттому
- Майкл Айронсайд — п'яний
- Рене Фортье — Ламантин Ді Джей
- Максін Міллер — Пеггі О'Браєн
- Мішель — виконавець в рожевому
- Брент Савой — друг Боба